# Jangir Agha

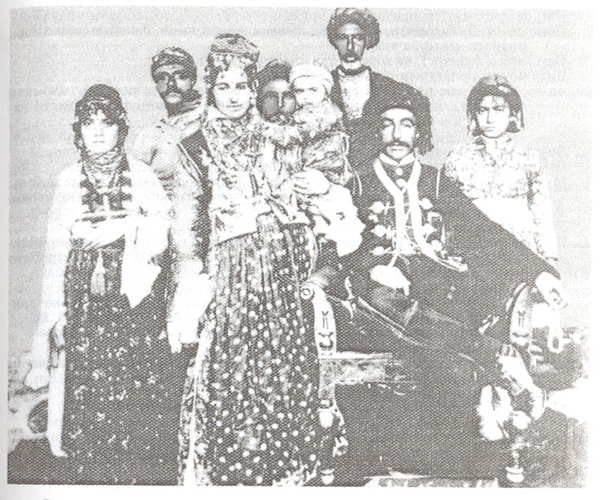
Jangir Agha com sua família

Jangir Agha (ou Jahangir Agha, Cangîr Axa, arménio: Ջահանգիր Աղա; Russo: Джаангир Ага) (c. 1874–1943) é uma proeminente figura militar e social da Arménia no início do século XX e um herói nacional do povo Yazidi.
Ele nasceu na vila de Chubuhly, na província de Van, na Arménia Ocidental (actualmente incluída na Turquia). Uma série de canções são escritas sobre Jangir Agha pelos Yazidis.
Durante as batalhas arménio-turcas em 1918, ele ajudou muito na vitória arménia sobre os turcos e curdos na aldeia Molabalzet.
Em 1938, ele foi reprimido pelo regime de Stalin e enviado para a prisão de Saratov, onde morreu. Em 1959, Agha foi reabilitado postumamente.